# Samsung Galaxy Fold
Samsung Galaxy Fold nadolazeći je pametni telefon južnokorejske tvrtke Samsung Electronics. Uređaj je najavljen na konferenciji Samsung Galaxy Unpacked 20. veljače 2019. godine.

## Hardver

### Zaslon
Galaxy Fold sadrži dva AMOLED zaslona. Prvi zaslon je veličine 4,8 inča (12,2 cm) i rezolucije 840x1960 piksela. Uređaj se može otvoriti i otkriti savitljivi zaslon veličine 7,3 inča (18.5 cm) i rezolucije 1536x2152 piksela. Samsung koristi naziv "Infinity Flex" za veći zaslon.

## Vanjske poveznice
- Službena stranica